# ムアンマハーサーラカーム郡
座標: 北緯16度11分3秒 東経103度18分4秒 / 北緯16.18417度 東経103.30111度
ムアンマハーサーラカーム郡（ムアンマハーサーラカームぐん）はタイ東北部・マハーサーラカーム県の郡（アムプー）。同県の県庁所在地（ムアン）でもある。

## 名称
マハーサーラカームとは「大いなるすべての家」という意味である。日本語ではマハサラカムとも。

## 歴史
元々はローイエットの領域にあったが、1865年8月22日、ラーマ4世（モンクット）がバーン・ラートクットヤーンヤイという村をムアン・ウタイサーラカームとして独立させた。その時、ローイエットから2000人を移住させ、ローイエット第二代目の国主、プラヤー・カッティヤウォンサー (シーラン) の孫である、ターオ・マハーチャイ (クワット・パワプーターノン) を国主につけた。その後、1869年ウタイサーラカームはバンコクの直轄地となった。
1900年チャクリー改革により、ウタイサーラカーム郡が成立。1913年にウタイサーラカーム郡はムアンマハーサーラカーム郡となった。その後、タラート郡と名を変えたが再び、ムアンマハーサーラカーム郡と名を変えた。

## 地理
チー川の形成した台地が広がる。市内の主な水源はチー川である。
東西に国道23号線が延びており、東にローイエット、西にバーンパイ方面とつながる。北に国道が通っておりヤーンタラート方面とつながる。北西に国道208号線が通っており、コーンケン方面とつながっている。北東に国道2367号線が延びており、カマラーサイ方面とつながっている。南に240号線が延びておりワーピーパトゥム方面とつながっている。

## 経済
郡内の農家の82%がコメ作りを行っており、10%がトウモロコシやタピオカなどの生産、8%が牧畜を行っている。

## 行政区分
郡は14のタムボンにわかれ、さらにその下位に182の村（ムーバーン）がある。自治体（テーサバーン）があり以下のようになっている。
- テーサバーンムアン・マハーサーラカーム・・・タムボン・タラート全体
- テーサバーンタムボン・ウェーンナーン・・・タムボン・ウェーンナーンの一部

また、郡内には13のタムボン行政体（オンカーンボーリハーンスワンタムボン）がある。
1. タムボン・タラート・・・ตำบลตลาด
2. タムボン・クワオ・・・ตำบลเขวา
3. タムボン・タートゥーム・・・ตำบลท่าตูม
4. タムボン・ウェーンナーン・・・ตำบลแวงน่าง
5. タムボン・コークコー・・・ตำบลโคกก่อ
6. タムボン・ドーンワーン・・・ตำบลดอนหว่าน
7. タムボン・クーン・・・ตำบลเกิ้ง
8. タムボン・ケンルーンチャーン・・・ตำบลแก่งเลิงจาน
9. タムボン・ターソーンコーン・・・ตำบลท่าสองคอน
10. タムボン・ラートパッタナー・・・ตำบลลาดพัฒนา
11. タムボン・ノーンプリン・・・ตำบลหนองปลิง
12. タムボン・フワイエン・・・ตำบลห้วยแอ่ง
13. タムボン・ノーンノー・・・ตำบลหนองโน
14. タムボン・ブワコー・・・ตำบลบัวค้อ